# Ayurakitia peytoni
Ayurakitia peytoni är en tvåvingeart som först beskrevs av Bianca L. Reinert 1972.  Ayurakitia peytoni ingår i släktet Ayurakitia och familjen stickmyggor.
Artens utbredningsområde är Thailand. Inga underarter finns listade i Catalogue of Life.